# فدریکو کیوسی
فدریکو کیوسی (انگلیسی: Federico Chiossi؛ زادهٔ ۱۲ مارس ۱۹۹۹) بازیکن فوتبال اهل ایتالیا است.
از باشگاه‌هایی که در آن بازی کرده‌است می‌توان به باشگاه فوتبال روبور سیه‌نا اشاره کرد.
وی همچنین در تیم ملی فوتبال زیر ۱۸ سال ایتالیا بازی کرده‌است.